# شاومي مي2
شاومي مي2 (بالإنجليزية: Xiaomi Mi2)‏ هو هاتف ذكي من شيومي يعمل بنظام أندرويد، تم طرحه في الأسواق في أكتوبر 2012.

## الخصائص
- نظام التشغيل: أندرويد
- الكاميرا الأمامية: 2 ميجابكسل
- الكاميرا الخلفية: 8 ميجابكسل
- الوزن: 145 غ (5.1 أونصة)
- المعالج: 50 جيجا هرتز
- الذاكرة: 2 جيجابايت
- التخزين: 16 جيجابايت

## وصلات خارجية
- الموقع الإلكتروني